# Николаус фон Олденбург-Делменхорст
Николаус фон Олденбург-Делменхорст (на немски: Nikolaus von Oldenburg-Delmenhorst: † 8 декември 1447 в Делменхорст) е от 1421 до 1434 г. архиепископ на Бремен.

## Биография
Той е син на граф Ото IV (VII) фон Олденбург-Делменхорст († 1415) и съпругата му Рихиза фон Текленбург († 1430), дъщеря на граф Николаус I, граф на Шверин-Текленбург († сл. 1367) и сестра на граф Ото VI фон Текленбург († 1388).
Баща му Ото IV (VII) залага през 1414 г. графството Делменхорст на манастир Бремен с обещанието, че син му ще бъде избран за архиепископ.
През 1421 г. Николаус е избран за архиепископ на Бремен. Той води военни походи и има конфликти с херцозите на Брауншвайг-Люнебург. През 1426 г. той тръгва с Бремен и княжески съюзници против фризите. След тежка загуба при Детерн Николаус попада в плен. Съветът на Бремен го освобождава без плащане на заложническа сума. За да финансира военните си походи Николаус залага все повече имоти. През 1435 г. той се отказва от службата си в полза на абат Балдвин и получава Делменхорст с Хаген и други земи за осигугоровка за старините си. През 1436 г. той преписва Делменхорст на графство Олденбург. Дитрих фон Олденбург му плаща за това 2000 гулдена.